# Otus collari
Otus collari (лат.) — вид птиц рода совок семейства совиных. Подвидов не выделяют. Видовое название дано в честь Найджела Коллара.

## Описание
Представители данного вида достигают в длину от 19 до 20 см. На грязно-коричневом верхе присутствуют желтоватые пятна. Лицо светлое, но темнее между светло-желтыми глазами и клювом. Лапы оперены до основания светло-серо-коричневых пальцев. Когти светло-коричневые с темным кончиком.
Индонезийская совка похожа на этот вид, но у неё более длинные брови и более короткие крылья.

## Образ жизни
Населяет леса и сельскохозяйственные угодья. Основной пищей, вероятно, являются насекомые.

## Распространение
Этот вид является эндемиком Сангира. Вид страдает от разрушения среды обитания.